# هچردس
هچردس (انگلیسی: Hatchards) شرکت خرده‌فروشی بریتانیایی است، که در سال ۱۷۹۷ تأسیس شد.